# Flughafencode
Ein Flughafencode ist ein System von Zeichenkombinationen zur eindeutigen internationalen Kennzeichnung von Flughäfen und anderen Flugplätzen.
Derzeit sind zwei unterschiedliche Systeme in Gebrauch:
- der dreistellige IATA-Flughafencode
- der vierstellige ICAO-Flugplatzcode